# イルボーノ
イルボーノ（イタリア語: Ilbono）は、イタリア共和国サルデーニャ自治州ヌーオロ県にある、人口約2,100人の基礎自治体（コムーネ）。

## 地理

### 位置・広がり

#### 隣接コムーネ
隣接するコムーネは以下の通り。
- アルツァナ
- バリ・サルド
- エーリニ
- ラヌゼーイ
- ロチェーリ
- トルトリ